# فریده ویزیرووا
فریده ویزیرووا (انگلیسی: Fəridə Vəzirova؛ ۱۵ فوریه ۱۹۲۴ در سردارلی – درگذشت ۱۹۸۶ در باکو) استاد ادبیات و فلسفه اهل جمهوری آذربایجان بود.